# Harry Martinson

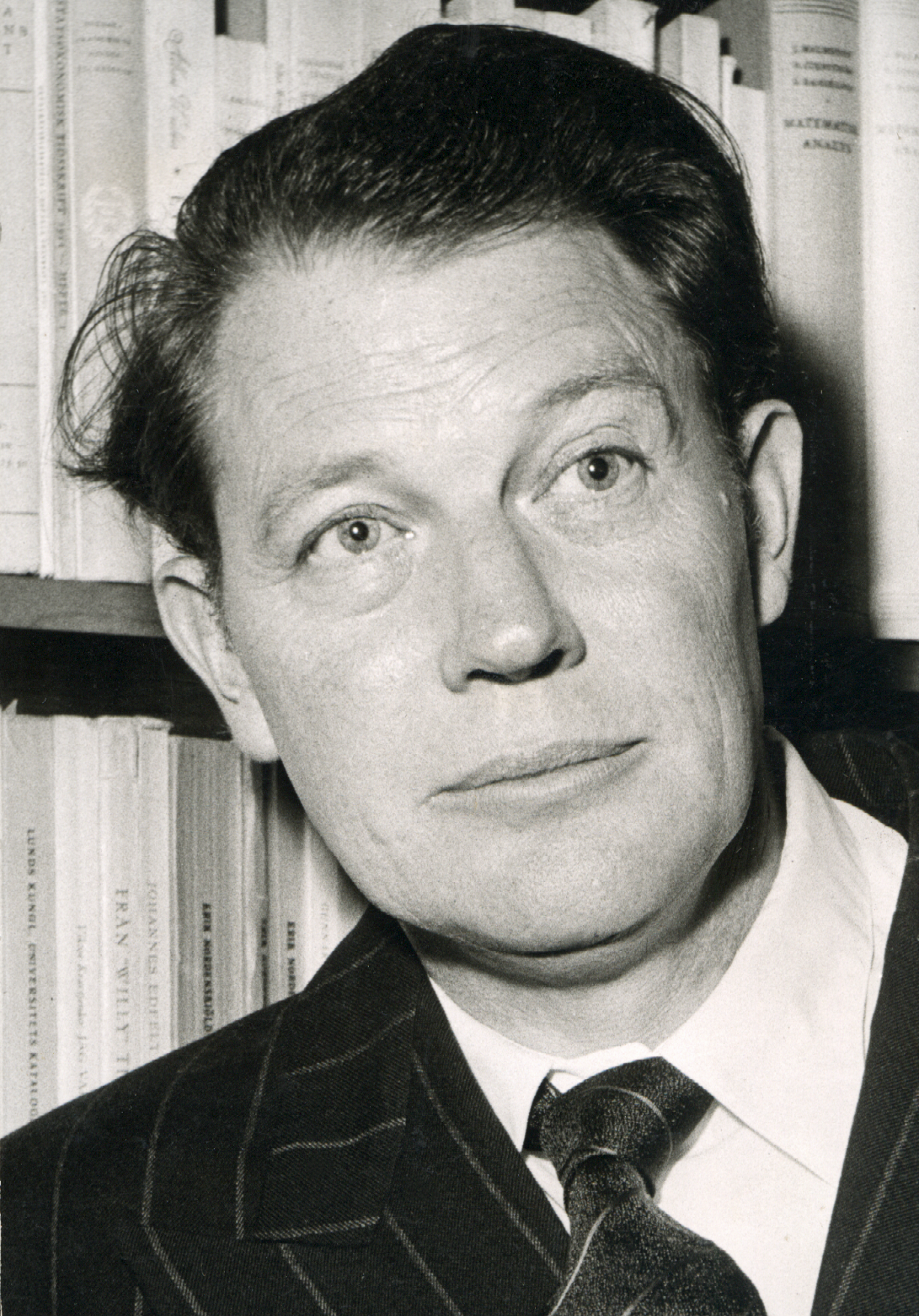
Harry Martinson

Harry Martinson (6 tháng 5 năm 1904 – 11 tháng 2 năm 1978) – nhà thơ, nhà văn Thụy Điển đoạt giải Nobel Văn học năm 1974.

## Tiểu sử
Harry Martinson sinh ở Jämshög, miền tây-nam Thụy Điển, là con thứ 5 trong gia đình có bảy người con và là con trai duy nhất. Bố là thuyền trưởng tàu viễn dương, mất khi Martinson mới lên 6 sáu tuổi. Một thời gian sau mẹ sang Mỹ bỏ lại Martinson cùng sáu chị em gái ở Thụy Điển, cả bảy chị em được đưa vào trại tế bần. Khi Chiến tranh thế giới thứ nhất sắp kết thúc Martinson đến Göteborg làm thủy thủ thiếu niên trên tàu; từ 1920 đến 1927 ông làm thợ đốt lò rồi thủy thủ trên tàu viễn dương đến Ấn Độ, Trung Quốc, Nam Phi và thường trốn lên bờ làm công nhân hoặc đi dạo lang thang nơi xứ lạ. Bệnh lao phổi đã buộc ông trở về Thụy Điển chữa bệnh; chia tay với biển ông bắt đầu đi làm thơ.
Năm 1929 Harry Martinson cưới nữ nhà văn Moa Swartz - lớn hơn ông 14 tuổi. Cũng trong năm này ông xuất bản tập thơ Spökskepp (Con tàu ma), chịu ảnh hưởng của Rudyard Kipling và Artur Lundkvist. Khi tập thơ Nomad (Người du mục) ra đời năm 1931 thì Martinson thực sự được coi là một nhà thơ danh tiếng với "những vần thơ tươi mát và giàu hình ảnh". Cuộc sống của một kẻ du lãng vô tư được Martinson phản ánh trong các tập bút ký Resor utan mål (Chuyến du hành không có mục đích, 1931), Kap farväl (Mũi đất li biệt, 1933). Những tập ký này của ông được các nhà phê bình đánh giá cao. Sau hai tập ký, Martinson bắt tay vào viết cuốn tiểu thuyết đầu tiên Nässlorna blomma (Cây tầm ma nở hoa, 1935) với hồi tưởng về tuổi thơ dữ dội trong những trại tế bần. Một năm sau ông viết tiếp cuốn tiểu thuyết Vägen ut (Vào đời) kể về những tháng năm tuổi trẻ của mình. Năm 1931 Martinson cùng vợ sang Liên Xô tham dự đại hội nhà văn Liên Xô lần thứ nhất. Năm 1939 Liên Xô xâm lược Phần Lan, Martinson tham gia đội quân tình nguyện Thụy Điển nhưng chỉ được một thời gian ông bị bệnh phải rời quân ngũ. Thời gian chữa bệnh ông viết bút ký Verklighet till döds (Sự thật đối mặt cái chết) kêu gọi chống lại chủ nghĩa chuyên chế ở châu Âu. Cũng trong năm này ông ly dị vợ.
Sau Chiến tranh thế giới thứ hai ông viết tiểu thuyết Con đường đến Klokrike (1948) và truyện thơ sử thi Aniara: Về con người, thời gian và không gian (1956). Tiểu thuyết Vägen till Klockrike (Con đường đến Klockrike) rất nổi tiếng ở các nước nói tiếng Anh. Nhờ điều này mà ông được bầu làm thành viên Viện Hàn lâm Thụy Điển - một danh dự vô cùng to lớn đối với một nhà văn tự học như ông. Aniara là một trường ca triết học bao gồm 103 khúc ca kể chuyện một con tàu vũ trụ chở 8 nghìn người đi lánh nạn nguyên tử trên Trái Đất. Martinson không sợ tiến bộ kĩ thuật nhưng ông hình dung tiến bộ kĩ thuật như là một cuộc du lịch vô tận vào bóng tối. Truyện thơ Aniara... nhận được những sự đánh giá khác nhau. Nhà phê bình người Mỹ Michael Meyer gọi Aniara là "sự nhầm lẫn, kêu ca, than phiền", còn nhà thơ Mỹ Robert Blye lại gọi nó là "một kiệt tác".
Harry Martinson được tặng giải Nobel cùng với Eyvind Johnson vì "trong tác phẩm của ông có tất cả - từ giọt sương đến vũ trụ". Viện hàn lâm Thụy Điển gọi ông và Eyvind Johnson - người cùng nhận giải Nobel 1974 với ông - "là đại diện của các nhà văn xuất thân từ công nhân đi vào văn học và làm giàu cho văn học bằng những số phận phức tạp của mình". Trường ca Aniana của Martinson được đánh giá là "một trong những sử thi vĩ đại nhất của thời hiện đại", là lịch sử tượng trưng của loài người đã đánh mất những giá trị tinh thần, và Martinson được gọi là nhà thơ đầu tiên của thời đại vũ trụ. Sau lễ trao giải thưởng, ở Thụy Điển có dư luận cho rằng việc Martinson được trao giải là có thiên vị vì ông là thành viên của Viện Hàn lâm, vì trong năm này có Graham Greene, Saul Bellow và Vladimir Nabokov cũng đều là những nhà văn được đề cử.
Ngoài giải Nobel, Harry Martinson còn đoạt Giải Dobloug, được trao bằng tiến sĩ danh dự của Đại học Göteborg, giải thưởng quốc tế mang tên H. Steffens, giải thưởng của báo Svenska Dagbladet, giải thưởng của Radio Thụy Điển... Ông mất ở Stockholm năm 1978.

## Tác phẩm
- Spökskepp (Con tàu ma, 1929), thơ
- Fern Unga (Năm nhà thơ trẻ, 1930), thơ in chung với các nhà thơ khác
- Nomad (Người du mục, 1931), thơ
- Modern lyrik (Thơ trữ tình hiện đại, 1931), thơ
- Natur (Thiên nhiên, 1934), thơ
- Resor utan mål (Chuyến du hành không có mục đích, 1932), kí
- Kap farväl (Mũi đất li biệt, 1933), kí
- Nässlorna blomma (Cây tầm ma nở hoa, 1935), tiểu thuyết
- Vägen ut (Vào đời, 1936), tiểu thuyết
- Verklighet till döds (Sự thật đối mặt với cái chết, 1940), kí
- Passad (1945), thơ
- Vägen till Klockrike (Con đường đến Klockrike, 1948), tiểu thuyết
- Aniara, en revy om människan i tid och rum (Aniara: về con người, thời gian và không gian, 1956), truyện thơ
- Cikada (Con ve, 1953), tập thơ
- Gräsen i Thule (Cây cỏ ở Thule, 1958), thơ
- Vagnen (Xe chở đồ, 1960), thơ
- Tre knivar från Wei (Ba con dao từ Wei, 1964), kịch
- Dikter om ljus och mörker (Thơ về ánh sáng và bóng tối, 1971), thơ
- Tuvor (Gò đất, 1973), thơ